# Гідроксид міді(II)
Гідрокси́д мі́ді(II), також Ку́прум(II) гідрокси́д — неорганічна сполука ряду гідроксидів, що має склад Cu(OH)2.
Гідроксид міді є нерозчинним у воді (розчинність 3 мкг/л, ДР 2,2·10-20), однак добре розчиняється у мінеральних кислотах, аміаку та надлишку лугів.
У надрах Землі гідроксид міді відсутній у вільному стані, однак перебуває у поєднанні із солями Cu(II). До мінералів, що містять гідроксид, належать: малахіт CuCO3·Cu(OH)2, азурит 2CuCO3·Cu(OH)2, антлерит CuSO4·2Cu(OH)2, брошантит CuSO4·3Cu(OH)2.
Речовина проявляє середню токсичність — напівлетальна доза становить 1 г/кг.

## Отримання

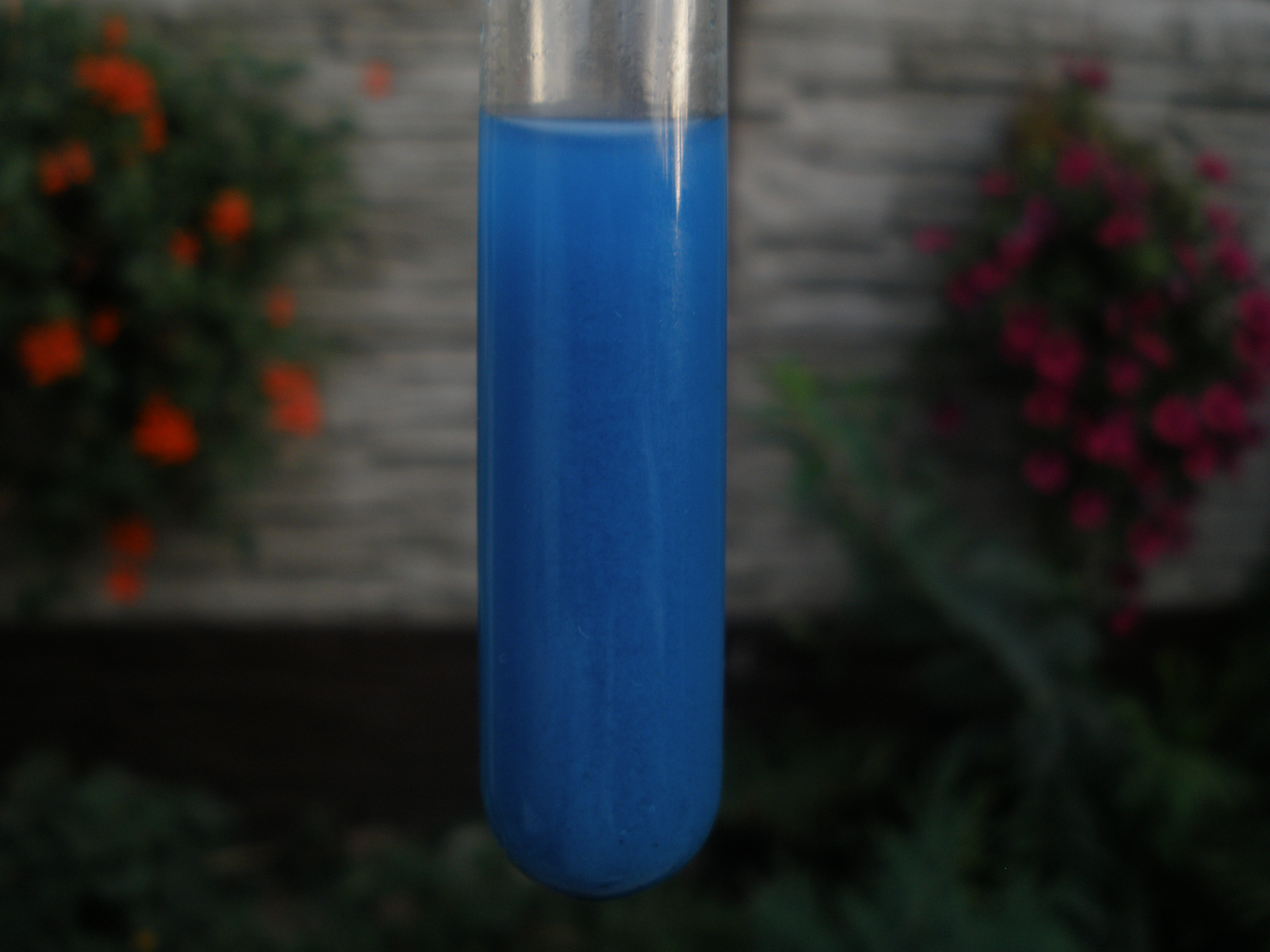
Свіжоосаджений гідроксид

Типовим методом синтезу гідроксиду міді є реакція між солями Cu(II) та гідроксидом натрію:
{\displaystyle \mathrm {CuSO_{4}+2NaOH\longrightarrow Cu(OH)_{2}\downarrow +\ Na_{2}SO_{4}} }
Взаємодію проводять на холоді, при pH 5—5,5. В результаті утворюється яскраво-синій драглеподібний осад.
У розчинах гідроксид міді має обмежену стійкість, тому для її збільшення до розчину додають аміак, внаслідок чого утворюється комплексний аміакат із майже стехіометричним складом.
Осад гідроксиду на повітрі висихає до порошку із перемінним вмістом води, а продукт складу Cu(OH)2 отримують висушуванням осаду при 100 °C.

## Хімічні властивості
Порошкоподібний гідроксид розкладається на оксид і воду за температури близько 200 °C, тоді як у формі суспензії він розкладається вже при незначному нагріванні (40—80 °C):
{\displaystyle \mathrm {Cu(OH)_{2}\longrightarrow CuO+H_{2}O} }
Гідроксид розчиняється в аміаку, утворюючи розчин комплексної сполуки із темно-синім забарвленням (реактив Швейцера):
{\displaystyle \mathrm {Cu(OH)_{2}+4NH_{3}\longrightarrow [Cu(NH_{3})_{4}](OH)_{2}} }
Cu(OH)2 проявляє амфотерні властивості: окрім кислот взаємодіє також і з надлишковими кількостями лугів, утворюючи темно-сині комплекси:
{\displaystyle \mathrm {Cu(OH)_{2}+2HCl\longrightarrow CuCl_{2}+2H_{2}O} }
{\displaystyle \mathrm {Cu(OH)_{2}+H_{2}S\longrightarrow CuS+2H_{2}O} }
{\displaystyle \mathrm {Cu(OH)_{2}+2NaOH\longrightarrow Na_{2}[Cu(OH)_{4}]} }
{\displaystyle \mathrm {Cu(OH)_{2}+4NaOH\longrightarrow Na_{4}[Cu(OH)_{6}]} }
Також гідроксид розчиняється у ціанідах із утворенням ціанокомплексів:
{\displaystyle \mathrm {2Cu(OH)_{2}+6KCN\longrightarrow K[Cu(CN)_{2}]+4KOH+(CN)_{2}} }
Гідроксид проявляє окисні властивості. При його відновленні утворюється гідроксид міді(I), який є нестійкою сполукою і розкладається до оксиду міді(I):
{\displaystyle \mathrm {Cu(OH)_{2}+NaAsO_{2}+2NaOH{\xrightarrow {t}}Cu_{2}O\downarrow +Na_{3}AsO_{4}+3H_{2}O} }
{\displaystyle \mathrm {CH_{3}CHO+2Cu(OH)_{2}\longrightarrow CH_{3}COOH+Cu_{2}O\downarrow +\ 2H_{2}O} }
Окисні властивості гідроксиду мають велике практичне значення в якісному аналізі, оскільки дозволяють виявляти присутність органічних сполук-відновників, зокрема альдегідів, альдоз тощо.